# 圖林根州旗

比例3:5（或1:2）

圖林根州旗是德國圖林根州的旗幟。旗幟由白色和紅色條紋構成，類似波蘭國旗的設計。和許多德國州旗一樣，圖林根州旗的長寬比是3:5，但實際上法律規定的長寬比是至少1:2。這面旗幟在戰前就被使用，納粹德國時代被廢。兩德統一後重新開始使用。